# Ануфриев, Сергей Евгеньевич
Сергей Евгеньевич Ануфриев (23 апреля 1960 — 23 ноября 2022) — российский художник-керамист. Академик РАХ (2011; член-корреспондент 2009). Заслуженный художник Российской Федерации (2008). Член Союза художников СССР с 1990 года.

## Биография
Родился 23 апреля 1960 года в Томске. Окончил художественный факультет Красноярского государственного художественный института в 1983 году (кафедра керамики).
Участник городских, краевых, региональных, республиканских, всесоюзных и международных выставок (с 1979 года).
Персональные выставки прошли в Красноярске, Кемерово, Новокузнецке, Новосибирске, Финиксе (Аризона, США), Хелена (Монтана, США), Вичита (Канзас, США).
Произведения находятся в Государственном музее декоративно-прикладного и народного искусства (Москва), Красноярском художественном музее им. В. И. Сурикова, Омском музее изобразительного искусства им. М. А. Врубеля, художественных музеях Новокузнецка, Новосибирска, Кемерово, Томска, в музеях и частных галереях России, США, Южной Кореи, Германии, КНР. Возглавляет Сибирское отделение РАХ.
Жил и работал в Красноярске. Скончался после продолжительной болезни 23 ноября 2022 года. Похоронен в Красноярске на аллее славы Бадалыкского кладбища.

## Государственная, общественная и педагогическая деятельность
- Председатель правления Красноярской организации ВТОО «СХР» (с 2001 года)
- Секретарь ВТОО «Союз художников России», председатель Общественной палаты творческих союзов Красноярского края
- член Коллегии Министерства культуры Красноярского края, Совета Гражданской ассамблеи Красноярского края, Общественного совета при ГУМВД Красноярского края.
- Участник международных симпозиумов по декоративной скульптуре, керамике, стеклу и эмали в России, Латвии, Германии, США (1989, 1990, 1993, 1998, 2001, 2003, 2014 гг.)

## Звания
- Академик Российской академии художеств (Отделение Урал, Сибирь и Дальний Восток, с 2011 года)
- Член Президиума РАХ
- Заместитель председателя Регионального отделения УСДВ РАХ по административным и научным вопросам (с 2008 года)

## Основные проекты и произведения
- «Домашние боги». Глина, цветные массы, (1994)
- «Чёрные пришельцы». Глина, глазури (7 скульптур, 1997)
- «Белый вождь». Глина, дерево, кость, кожа, металл, (5 скульптур, 1998)
- «Белая женщина». Стекло, гутная техника, пескоструйная обработка (1999)
- «Начало». Цветные глины, двусторонний рельеф (2000)
- «Двадцать сосудов для разных ветров». Глина, ангобы, соли, дерево (2001)
- «Пирамиды». Стекло, металл (2002)
- «Шесть солнц». Металл, стекло (2008)
- «Старое солнце». Фарфор, металл, искусственный камень (2008)
- «Двенадцать шаманов». Медь, горячая эмаль (2014)

## Государственные и общественные награды и премии
- Серебряная медаль РАХ (2003)
- Почётная грамота Министерства культуры Российской Федерации (2014)
- Благодарственное письмо (2014) и Почётная грамота Губернатора Красноярского края (2015)
- Премия Губернатора Красноярского края (2009)
- Почётная грамота Главного управления культуры администрации города Красноярска (2015)
- Почётная грамота и памятный знак «За служение на благо города Красноярска» Главы города Красноярска (2008)
- Знак отличия Красноярского края «За трудовые заслуги» (2020)
- Благодарственные письма Управления культуры Красноярска, Главы администрации Красноярска и др.

## Выставки[3]
- 2012 — «Иртыш — Енисей» (Омск).
- 2011 — «Время Востока» (Красноярск), международная выставка «Маски» (Красноярск), «Хронотоп» (Кемерово), «Автопортрет» (Кемерово), «Без Границ — 2» (Новосибирск), Международная выставка в г. Че Джу (Южная Корея), «Енисей — Иртыш» (Красноярск), «Сибирская Радуга» (Красноярск), Международная выставка «Испания-Сибирь, Испания-Россия», «Человек и Город» (Иркутск).
- 2010 — «За100лье» (Омск), «Перпетуум-Мобиле» (Ханты-Мансийск), «Россия — абстрактная Сибирь» (Новосибирск), «Закрытые территории — открытые пространства» (Ханты-Мансийск), Х юбилейная выставка ДПИ «Сибирская Радуга».
- 2009 — Всероссийская выставка «Россия ХI» (Москва), Юбилейная выставка «20 лет Отделению УСДВ РАХ», Персональная выставка (Кемерово).
- 2008 — Всероссийская выставка «Отечество» (Москва), «Сибирь — мифы территории» Русский музей (Санкт-Петербург), «30 лет кафедре керамики» (Красноярск), Региональная «Сибирь Х» (Новосибирск), Краевая Выставка «Сибирь» (Красноярск).
- 2007 — Краевая отчетная выставка (Красноярск), Групповая выставка «Большая Вода» (Ханты-Мансийск).
- 2006 — Групповая выставка «След III» (Омск), Краевая выставка ДПИ (Красноярск).
- 2005 — Групповая выставка «След II» (Красноярск), Групповая выставка «Пост № 1». Галерея «Квадрат» (Омск), «Сибирский теплый ветер». Музей Русского искусства (Харбин, Китай).
- 2004 — Региональная выставка «Сибирь IX» (Иркутск-Томск), Всероссийская выставка «Россия X» (Москва), Мастера Российского изобразительного искусства. Музей Русского искусства (Харбин, Китай), Выставка Российской Академии художеств. Музей изобразительного искусства (Улан-Удэ), Краевая выставка, посвящённая 70-летию Красноярского края, Юбилейная выставка красноярских художников в ЦДХ (Москва).
- 2003 — Выставка «Художники Сибири — Сурикову» (Красноярск), Выставка «Моя Сибирь» (Санкт-Петербург).
- 2002 — Выставка в «Пилчак Глас Скул» (Сиэтл, США), Межрегиональная выставка «Сибирская радуга V» (Красноярск).
- 2001 — Межрегиональная выставка «Сибирская радуга» (Красноярск), Персональная выставка. Галерея «Старый город» (Новосибирск), Групповая выставка. Скульптурный проект, (Грюнштадт, Германия), Групповая выставка. Мирна Лой Центр (Хелена Монтана, США), Персональная выставка. Галерея «Сибирское Искусство» (Новокузнецк), Персональная выставка. Галерея «Сибирское искусство» (Новокузнецк), Групповая выставка «North of East». Галерея Мирка Лой Центр (Хелена Монтана, США), Скульптурный проект (Грюнштадт, Германия), Персональная выставка. Галерея «Старый город» (Новосибирск).
- 2000 — Региональная выставка ДПИ (Новокузнецк), Всероссийская выставка, посвящённая 2000-летию Христианства (Москва).
- 1999 — Выставка керамики. Городской художественный музей (Красноярск).
- 1998 — Персональная выставка. Галерея «М-Арт» (Красноярск).
- 1997 — Персональная выставка. Галерея «М-Арт» (Красноярск).
- 1996 — Региональная выставка (Красноярск).
- 1995 — Серия выставок. Бэсл колледж (Вичита Канзас, США), Лиди — Вулкос Арт Центр (Канзас Сити, США).
- 1994 — Серия выставок. Бэсл колледж (Вичита Казас, США), Музей и галерея Университета Северной Аризоны (Флагстафф, США), Галерея Бентли (Финикс Аризона, США).
- 1993 — Выставка скульптур. Галерея «А-Стиль» (Красноярск).
- 1991 — Региональная выставка «Сибирь» (Красноярск).
- 1990 — Региональная выставка «ДПИ Сибири» (Красноярск).
- 1989 — Республиканская выставка «Молодость России» (Москва).
- 1988 — Всесоюзная выставка «Художники-народу» (Москва).
- 1980 — Городские, Краевые выставки (Красноярск).